# Мохорева, Зинаида Дмитриевна
Зинаида Дмитриевна Мохорева — советский хозяйственный, государственный и политический деятель, Герой Социалистического Труда.

## Биография
Родилась в 1942 году в деревне Новосёлки. Член КПСС.
С 1956 года — на хозяйственной, общественной и политической работе. В 1956—1997 гг. — скотница, доярка совхоза «Брилёво» Гомельского района Гомельской области Белорусской ССР.
Указом Президиума Верховного Совета СССР от 14 декабря 1984 года за выдающиеся результаты, достигнутые во Всесоюзном социалистическом соревновании, проявленный трудовой героизм в выполнении планов и принятых обязательств по увеличению производства мяса, молока и других продуктов животноводства в зимний период 1983/84 года присвоено звание Героя Социалистического Труда с вручением ордена Ленина и золотой медали «Серп и Молот».
Умерла в посёлке Бардино в 1997 году.